# Royal Rumble (2017)
Royal Rumble 2017 a fost cea de-a treizecea ediție a Royal Rumble, un eveniment pay-per-view de wrestling profesionist , produs de WWE. Evenimentul a avut loc pe 29 ianuarie din 2017, de pe Alamodome în San Antonio, Texas. Tema oficială a evenimentului este de a "Sufla Mintea Ta" Ohana Bam. Evenimentul este cel de-al doilea Royal Rumble care va avea loc în Alamodome, după 1997, iar cea de-a patra care va avea loc în statul Texas (după evenimentele din 1989, 1997 și 2007).

## Meciuri
- Kick-off: Becky Lynch, Nikki Bella & Naomi le-a învins pe Alexa Bliss, Mickie James & Natalya (9:35)
  - Naomi a numărato pe Bliss după un «Moonsault».
- Kick-off: Luke Gallows & Karl Anderson i-au învins pe Cesaro & Sheamus câștigând centurile la echipe din Raw (10:29).
  - Anderson l-a numărat pe Cesaro cu un «Roll-up».
- Kick-off: Nia Jax a învinso pe Sasha Banks (5:10)
  - Jax a numărato pe Banks după un «Samoan Drop».
- Charlotte (c) a învinso pe Bayley păstrânduși centura feminină din Raw (13:05)
  - Charlotte a numărato pe Bayley după un «Natural Selection».
- Kevin Owens (c) l-a învins pe Roman Reigns într-un NQ match păstrânduși centura WWE Universal Championship (22:55)
  - Owens l-a numărat pe Reigns după un Chokeslam a lui Braun Strowman de masa comentatorilor și un «Running Powerslam» de o masă.
  - Chris Jericho a fost suspendat într-o cușcă deasupra ringului pentru a evita să îl ajute pe Owens.
- Neville l-a învins pe Rich Swann (c) căștigând centura WWE Cruiserweight Championship (14:00)
  - Neville l-a făcut pe Swann să cedeze cu un «Rings of Saturn»
- John Cena l-a învins pe AJ Styles (c) căștigând centura WWE (24:10)
  - Cena l-a numărat pe Styles după douo «Attitude Adjustment».
  - Cu această victorie, John Cena a devenit campion mondial pentru a 16-a oară, egalându-l pe Ric Flair.
- Randy Orton a câștigat meciul Royal Rumble 2017 (1:02:06)
  - Orton a câștigat meciul eliminândul pe Roman Reigns.

## Intrări și eliminări din Royal Rumble
– Raw
     – SmackDown
     – NXT
     – Nici o marcă
     – Câștigător
| Nm | Wrestler        | Marcă        | Ordinea eliminări | Eliminat de        | Timp    | Eliminări |
| -- | --------------- | ------------ | ----------------- | ------------------ | ------- | --------- |
| 1  | Big Cass        | Raw          | 3                 | Braun Strowman     | 09:57   | 0         |
| 2  | Chris Jericho   | Raw          | 27                | Roman Reigns       | 1:00:13 | 2         |
| 3  | Kalisto         | SmackDown    | 4                 | Braun Strowman     | 08:17   | 0         |
| 4  | Mojo Rawley     | SmackDown    | 2                 | Braun Strowman     | 06:16   | 0         |
| 5  | Jack Gallagher  | Raw          | 1                 | Mark Henry         | 03:20   | 0         |
| 6  | Mark Henry      | Raw          | 5                 | Braun Strowman     | 03:17   | 1         |
| 7  | Braun Strowman  | Raw          | 9                 | Baron Corbin       | 13:11   | 7         |
| 8  | Sami Zayn       | Raw          | 25                | The Undertaker     | 47:12   | 0         |
| 9  | Big Show        | Raw          | 6                 | Braun Strowman     | 01:42   | 0         |
| 10 | Tye Dillinger   | NXT          | 8                 | Braun Strowman     | 05:27   | 0         |
| 11 | James Ellsworth | SmackDown    | 7                 | Braun Strowman     | 00:15   | 0         |
| 12 | Dean Ambrose    | SmackDown    | 16                | Brock Lesnar       | 26:55   | 0         |
| 13 | Baron Corbin    | SmackDown    | 21                | The Undertaker     | 32:39   | 1         |
| 14 | Kofi Kingston   | Raw          | 10                | Cesaro             | 16:13   | 0         |
| 15 | The Miz         | SmackDown    | 24                | The Undertaker     | 32:44   | 0         |
| 16 | Sheamus         | Raw          | 14                | Chris Jericho      | 12:13   | 2         |
| 17 | Big E           | Raw          | 12                | Sheamus and Cesaro | 09:46   | 0         |
| 18 | Rusev           | Raw          | 20                | Goldberg           | 22:31   | 0         |
| 19 | Cesaro          | Raw          | 13                | Chris Jericho      | 06:44   | 2         |
| 20 | Xavier Woods    | Raw          | 11                | Sheamus            | 04:47   | 0         |
| 21 | Bray Wyatt      | SmackDown    | 28                | Roman Reigns       | 24:11   | 0         |
| 22 | Apollo Crews    | SmackDown    | 15                | Luke Harper        | 05:46   | 0         |
| 23 | Randy Orton     | SmackDown    | —                 | Câștigător         | 20:52   | 1         |
| 24 | Dolph Ziggler   | SmackDown    | 17                | Brock Lesnar       | 04:21   | 0         |
| 25 | Luke Harper     | SmackDown    | 22                | Goldberg           | 09:56   | 1         |
| 26 | Brock Lesnar    | Raw          | 19                | Goldberg           | 04:30   | 3         |
| 27 | Enzo Amore      | Raw          | 18                | Brock Lesnar       | 00:18   | 0         |
| 28 | Goldberg        | Raw          | 23                | The Undertaker     | 03:21   | 3         |
| 29 | The Undertaker  | Nici o marcă | 26                | Roman Reigns       | 05:30   | 4         |
| 30 | Roman Reigns    | Raw          | 29                | Randy Orton        | 05:05   | 3         |